# Zespół Conna

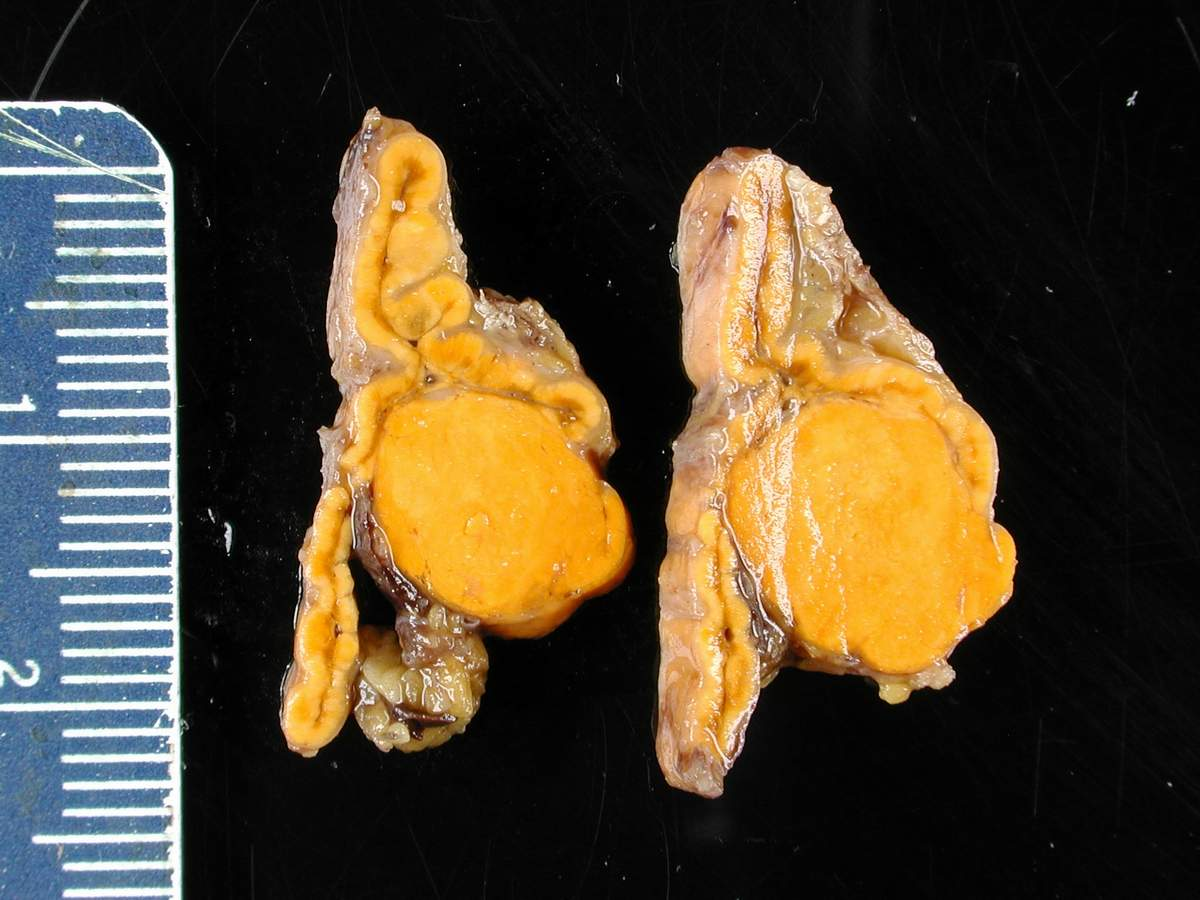
Gruczolak nadnerczy w obrazie sekcyjnym pacjenta z zespołem Conna.

Zespół Conna, inaczej pierwotny hiperaldosteronizm (ang. Conn syndrome, primary hyperaldosteronism) – zespół chorobowy wywołany zwiększonym wytwarzaniem aldosteronu z jednoczesnym zahamowaniem aktywności reninowej osocza. Stwierdzany jest najczęściej u osób między 3. a 5. dekadą życia.

## Historia
Po raz pierwszy przypadek guza nadnercza, przebiegającego z nadciśnieniem tętniczym i hipokaliemią opisał w 1953 polski lekarz Michał Lityński. Rok później pełny opis zespołu i jego powiązanie z podwyższonym wydzielaniem aldosteronu przedstawił Jerome W. Conn (1907-1994). Dlatego też w polskim piśmiennictwie medycznym postulowano swego czasu nazywanie tej jednostki chorobowej zespołem Lityńskiego-Conna.

## Przyczyny
Nadmierna produkcja tego hormonu spowodowana jest najczęściej łagodnym guzem nadnercza - gruczolakiem (ok. 40% przypadków), lub też przerostem warstwy kłębkowej kory nadnerczy (ok. 60% przypadków). Guz nadnercza bardzo rzadko ma charakter złośliwy. Innymi, rzadkimi postaciami pierwotnego hiperaldosteronizmu (maksymalnie 1% wszystkich przypadków) jest tzw. hiperaldosteronizm rodzinny. Jedną z jego form jest hiperaldosteronizm poddający się leczeniu glikokortykosteroidami (ang. glucocorticoid remediable aldosteronism GRA), w którym dochodzi do mutacji, polegającej na rekombinacji genów odpowiedzialnych za wytwarzanie aldosteronu i kortyzolu i w efekcie na powstaniu genu chimerycznego.

## Objawy
- nadciśnienie tętnicze oporne
- wielomocz
- osłabienie mięśniowe
- obniżenie poziomu potasu we krwi (<3 mmol/l)
- wzrost poziomu aldosteronu we krwi
- zwiększone wydalanie aldosteronu z moczem
- bardzo niska aktywność reninowa osocza - często poniżej detekcji.

## Diagnostyka
Diagnostyka obrazowa gruczolaków nadnerczy obejmuje tomografię komputerową i rezonans magnetyczny. Ultrasonografia ma mniejsze znaczenie w rozpoznaniu gruczolaków ze względu na ich z reguły niewielkie rozmiary (poniżej 1 cm średnicy). Cennym badaniem, przeprowadzanym w ośrodkach specjalistycznych w przypadkach wątpliwych jest scyntygrafia kory nadnerczy. Ponadto możliwe jest także cewnikowanie żył nadnerczowych z pobraniem próbek krwi i następnie oznaczeniem w nich stężenia aldosteronu i aktywności reninowej. Różnice pomiędzy uzyskanymi wartościami wskazują na autonomiczną aktywność nadnercza.

## Powikłania
Rozpoznanie pierwotnego hiperaldosteronizmu ma znaczenie z powodu istotnego zagrożenia wystąpieniem w tej jednostce chorobowej zaburzeń rytmu serca, zawału serca oraz udaru mózgu. Ponadto istnieją możliwości przeprowadzenia leczenia przyczynowego, prowadzącego często do pełnego powrotu do zdrowia.

## Leczenie
Leczeniem z wyboru pierwotnego hiperaldosteronizmu w przebiegu gruczolaka nadnercza jest obecnie adrenalektomia (usunięcie całego nadnercza) lub usunięcie guza, najczęściej metodą laparoskopową. Leczenie farmakologiczne (m.in. podawanie antagonisty receptora dla aldosteronu – spironolaktonu lub nowszego leku eplerenonu) zarezerwowane jest dla przerostu kory nadnerczy oraz dla przypadków gruczolaka, z różnych powodów dyskwalifikowanych od zabiegu operacyjnego.